# Philipp Karl von Eltz-Kempenich

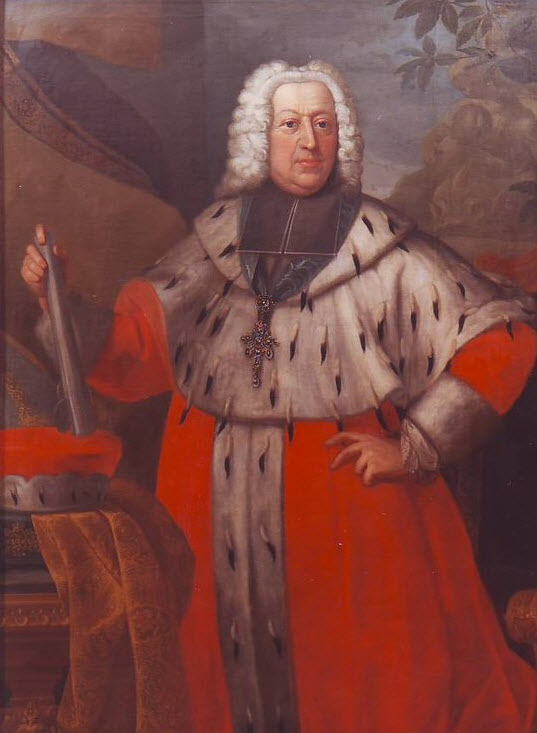
Gemälde in Aschaffenburg

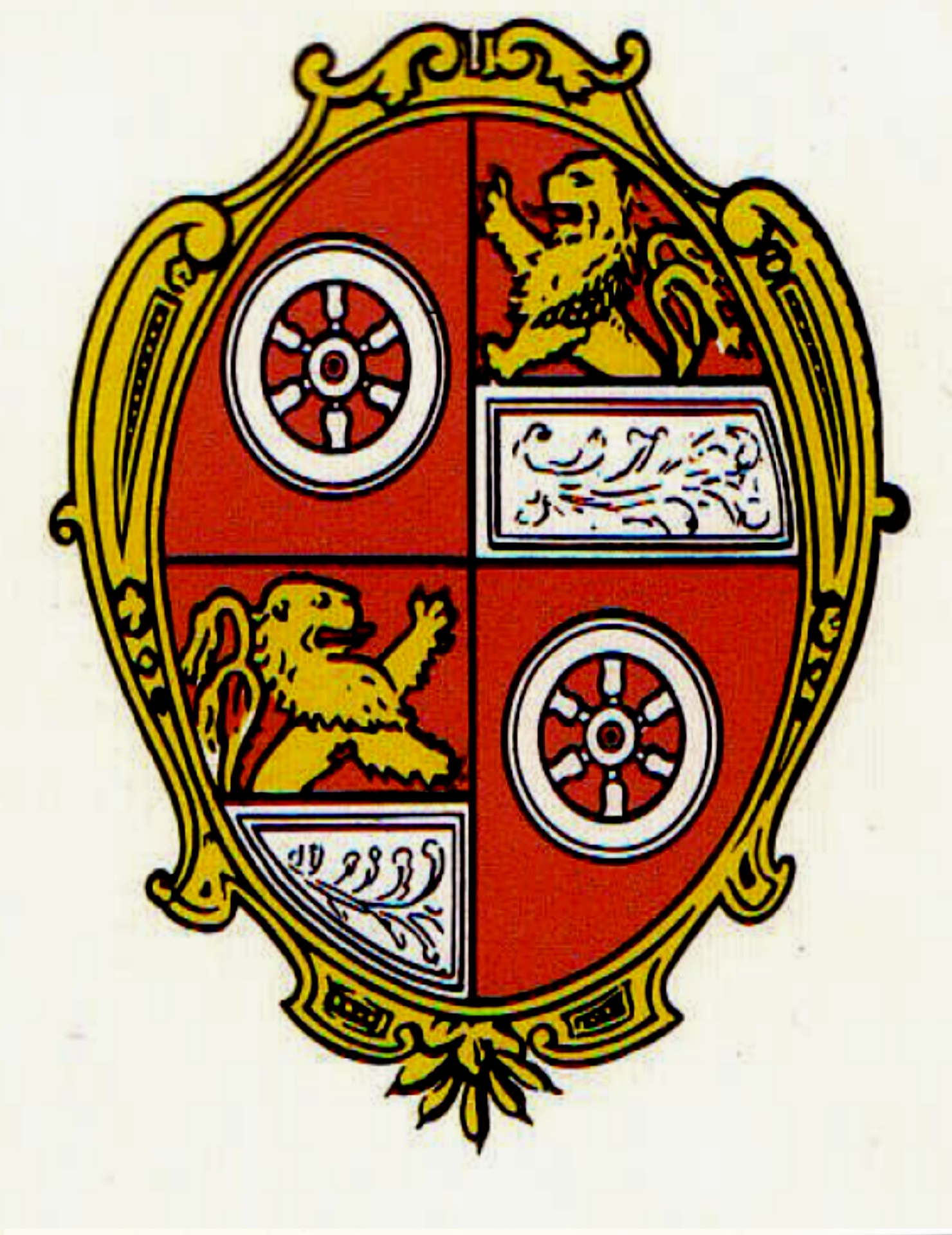
Wappen des Erzbischofs von Mainz

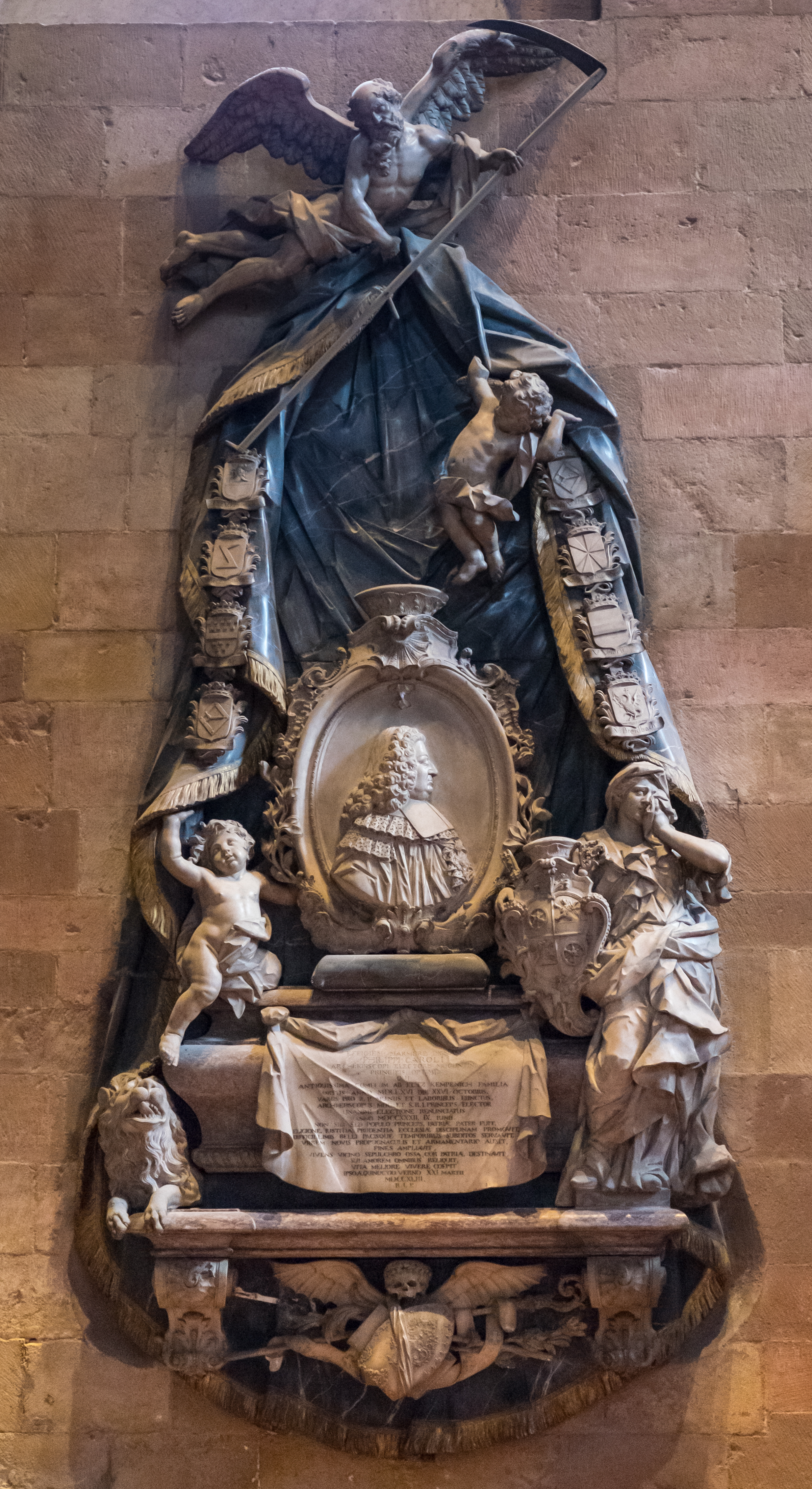
Grabmal von Philipp Karl von Eltz-Kempenich im Mainzer Dom

Philipp Karl von Eltz-Kempenich (* 26. Oktober 1665 auf Burg Kempenich; † 21. März 1743 in Mainz) war Kurfürst und Erzbischof von Mainz und Reichserzkanzler des Heiligen Römischen Reiches.

## Leben
Er war der Sohn von Johann Anton von Eltz und dessen Gattin Anna Maria Antonie Schenk von Schmittburg.
Im Gegensatz zu seinem direkten und vielen anderen seiner Vorgänger durchlief Philipp Karl eine fundierte theologische Ausbildung. 1686 trat er in Rom in das Collegium Germanicum et Hungaricum, das deutsche Priesterseminar in der Stadt, ein. Später wurde er Domkapitular in Mainz und Trier. In Mainz fungierte er außerdem als Domkantor.
Nach dem Tode des Erzbischofs Franz Ludwig von Pfalz-Neuburg wählte das Mainzer Domkapitel Philipp Karl von Eltz am 9. Juni 1732 einstimmig zum neuen Erzbischof. Als Erzbischof kümmerte er sich vor allem um geistliche Belange wie die Neuauflage liturgischer Bücher und das Visitationswesen. Auf der politischen Bühne tat sich der bei seiner Wahl schon beinahe siebzigjährige Kurfürst deutlich schwer.
Doch gerade dort wurden von ihm Entscheidungen gefordert. Schon im Jahr seiner Wahl hatte sich der Erzbischof gegen die Gewährung einer Rente von jährlich 100.000 Gulden verpflichtet, bei einer möglichen Königswahl für Franz Stephan von Lothringen zu stimmen. Dieser war der Mann der habsburgischen Kaisertochter Maria Theresia, an welche nach dem Tod des amtierenden Kaisers Karl VI. gemäß der „Pragmatischen Sanktion“ von 1713 die österreichische Erbfolge fallen sollte.
Mit dieser Verpflichtung, einer klaren Parteinahme für die Habsburger, zog der Erzbischof Kurmainz jedoch in den Konflikt zwischen Österreich und Frankreich hinein. Die beiden Staaten bekriegten sich zunächst im Polnischen Thronfolgekrieg ab 1733. Der Krieg spielte sich dabei vor allem an der Rhein-Grenze ab. Wegen der Gefahr, von den übermächtigen Franzosen überrannt zu werden, ließ Philipp Karl von Eltz (allerdings nur höchst unwillig) die Festungswerke der Stadt Mainz verstärken und das Neue Zeughaus errichten. In den Jahren 1733 und 1734 entstanden so, neben dem bereits errichteten Fort Joseph, die Forts Welsch, Elisabeth, Philipp und das doppelte Zangenwerk zur Verbindung der Forts Elisabeth und Joseph. Die Kampfhandlungen beendete ein Präliminarfrieden 1735, der definitive Frieden von Wien wurde aufgrund seiner Nachfolgeregelungen erst 1738 veröffentlicht.
Im Jahr 1736 kaufte er das Gut Vukovar in der ostkroatischen historischen Region Slawonien, auf dem später ein Schloss derer zu Eltz errichtet wurde. Von 1736 bis 1738 ließ er das Mainzer Schloss in Heiligenstadt im Eichsfeld, das seit 1022 zum Kurfürstentum Mainz gehörte, als Residenz des dortigen erzbischöflichen Statthalters erbauen.
Frankreich konnte nach dem Frieden von Wien seine ökonomischen Kräfte für den sich durch die teilweise Nicht-Anerkennung der „Pragmatischen Sanktion“ abzeichnenden Österreichischen Erbfolgekrieg aufsparen. Dieser begann mit dem Tod Kaiser Karls VI. am 28. Oktober 1740. In die folgenden militärischen Auseinandersetzungen griffen auch die Preußen unter dem neuen König Friedrich II. ein. Er war nicht nur mit Frankreich, sondern auch mit Kursachsen und Kurbayern verbündet.
Diese politische Konstellation ließ Philipp Karl von Eltz sein gegebenes Versprechen brechen, da er außerstande war, den habsburgischen Kandidaten gegen solchen Widerstand durchzusetzen. Am 14. Januar 1742 wurde daher der Wittelsbacher Karl Albrecht von Bayern zum neuen Kaiser gewählt. Traditionell stand das Recht der Kaiserkrönung dem Kurfürsten und Erzbischof von Mainz zu, in dessen Sprengel die Reichsstadt Frankfurt a. M. lag. Für dieses Mal hatte der amtierende Mainzer Kurfürst, jedoch zugunsten des Kölners auf sein Recht verzichtet, da dieser ein Bruder des neuen Kaisers war. Noch im selben Jahr brachte Österreich eine Koalition gegen Frankreich und Preußen zustande. Den Ausgang dieses Konfliktes erlebte der Kurfürst jedoch nicht mehr. Er starb am 21. März 1743 in seiner Bischofsstadt und wurde im Mainzer Dom begraben.